# E-Land Puma FC
E-Land Puma FC war ein Fußballfranchise aus Südkorea. Der Verein spielte in der Korea Semi-Professional Football League, der damaligen Halbprofi-Fußballliga Südkoreas. Der Verein ging aus Immanuel FC hervor, einen evangelischen Halbprofi-Fußballverein.

## Geschichte
Gegründet wurde der Verein im Dezember 1992. Nachdem Immanuel FC sich aufgelöst hatte, übernahm die E-Land Group den Verein. Der Verein gewann die Ligenspielzeit 1995 und 1996. 1997 wurden sie Vizemeister. Sie gewannen auch den Ligapokal 1994 und 1995. 1996 waren sie Finalist. 1994 traten sie im Korean President’s Cup National Football Tournament, den Vorgänger Wettbewerb des Korean FA Cups an und gewannen diesen. Nachdem die Asienkrise auch Südkorea erreicht hatte, musste die E-Land Group den Verein im Februar 1998 auflösen. Für den Verein spielten einige Prominente Spieler, wie z. B. Park Keon-ha, In Chang-su und Je Yong-sam. Der Verein ging in Immanuel FC wieder auf.

## Erfolge
- 2× Gewinn der Korea Semi-Professional Football League: 1995, 1996
- 1× Gewinn der Korean Semi-Professional Football Championship: 1995
- 1× Gewinn des Korean President’s Cup National Football Tournament: 1994